# Odoakar
Odoakar, na latinskom Flavius Odovacar, Odovacer ili Fl. Odovac, (* oko 433.; † vjerojatno 15. ožujka 493. u Ravenni) bio je zapadnorimski vojskovođa koji je 4. rujna 476. svrgnuo Romula Augustula (zapadnorimskog cara – uzurpatora), te postao prvi barbarski kralj (rex) Italije. Odoakar je formalno priznavao vlast Julija Nepota (posljednjeg priznatog zapadnorimskog cara), a nakon njegove smrti 480. i vlast bizantskog cara Zenona. Car Zenon ga je uvrstio među patricije.

## Podrijetlo
Odoakrovo podrijetlo nije sigurno. Moguće da je bio sin skirskog poglavice Edeka, hunskog vazala za vrijeme Atile. Jovan Antiohijski smatra Odoakra Skirijcem, a Jordanes ga smatra Rugijcem. Jordanes ga isto smatra kraljem Turkinga (Torcilingorum rex). Consularia Italica ga naziva kraljem Herula, dok Teofan nagađa da je Got.

## Pad Zapadnog Rimskog Carstva
Neformalni vladar Zapadnog Rimskog Carstva je bio Flavije Orest, čiji je sin Romul Augustul bio maloljetan. Odbio je dodijeliti zemlju Herulima i drugim germanskim plaćenicima, što je dovelo do pobune barbarskih plaćenika pod vodstvom Odoakara. Brzo zauzimaju Ravenu, koja je bila sjedište cara još od 402. godine. 
Nakon svrgavanja Romula Augustula, Odoakar je imao izbor vladati preko nekog cara, kojeg bi kontrolirao, ili vladati kao štićenik bizantskog cara. Odlučio je da formalno vrati carsku vlast bizantskom caru Zenonu u Konstantinopolu. Car Zenon ga je proglasio vojnim zapovjednikom (dux) Italije i uvrstio ga je među patricije. Odoakar je kovao zlatnike u ime Zenona, čime je pokazivao poštovanje formalne vlasti Istočnog Rimskog Carstva. Do 480. godine Julije Nepot je bio formalno legitimno pretpostavljeni, a od 480. godine Odoakar se naziva kraljem Italije.

## Rat s Ostrogotima
Odnosi između Odoakara i Istočnog Rimskog Carstva su se pogoršavali, najviše zbog toga što se Odoakar nije držao postignutih dogovora. Godine 489. car Zenon poziva Ostrogote i Teodorika Velikog da mu pomognu, što ovi i čine i nakon 4 godine rata 493. godine Odoakar gubi Ravenu. Teodorik ga poziva na večeru i pri tome ga ubija mačem, te preuzima čitavo kraljevstvo.